# 태화강 풍림 엑슬루 타워
태화강 풍림 엑슬루 타워(영어: Taehwa River Pungrim Exilu Tower)는 대한민국 울산광역시 남구 신정동에 위치한 주상복합 아파트 단지다.

## 구성
총 아파트 3동으로 구성되어 있다. 아파트 355세대, 오피스텔 48실이 있으며 커튼 월이 적용된 건물이다.
| 동 명칭 | 층수 | 높이 |
| ------- | ---- | ---- |
| A동     | 43층 | 162m |
| B동     | 43층 | 162m |
| C동     | 40층 | 151m |

## 갤러리

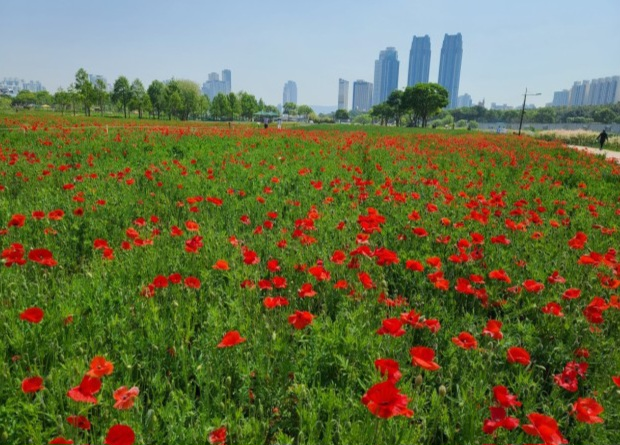
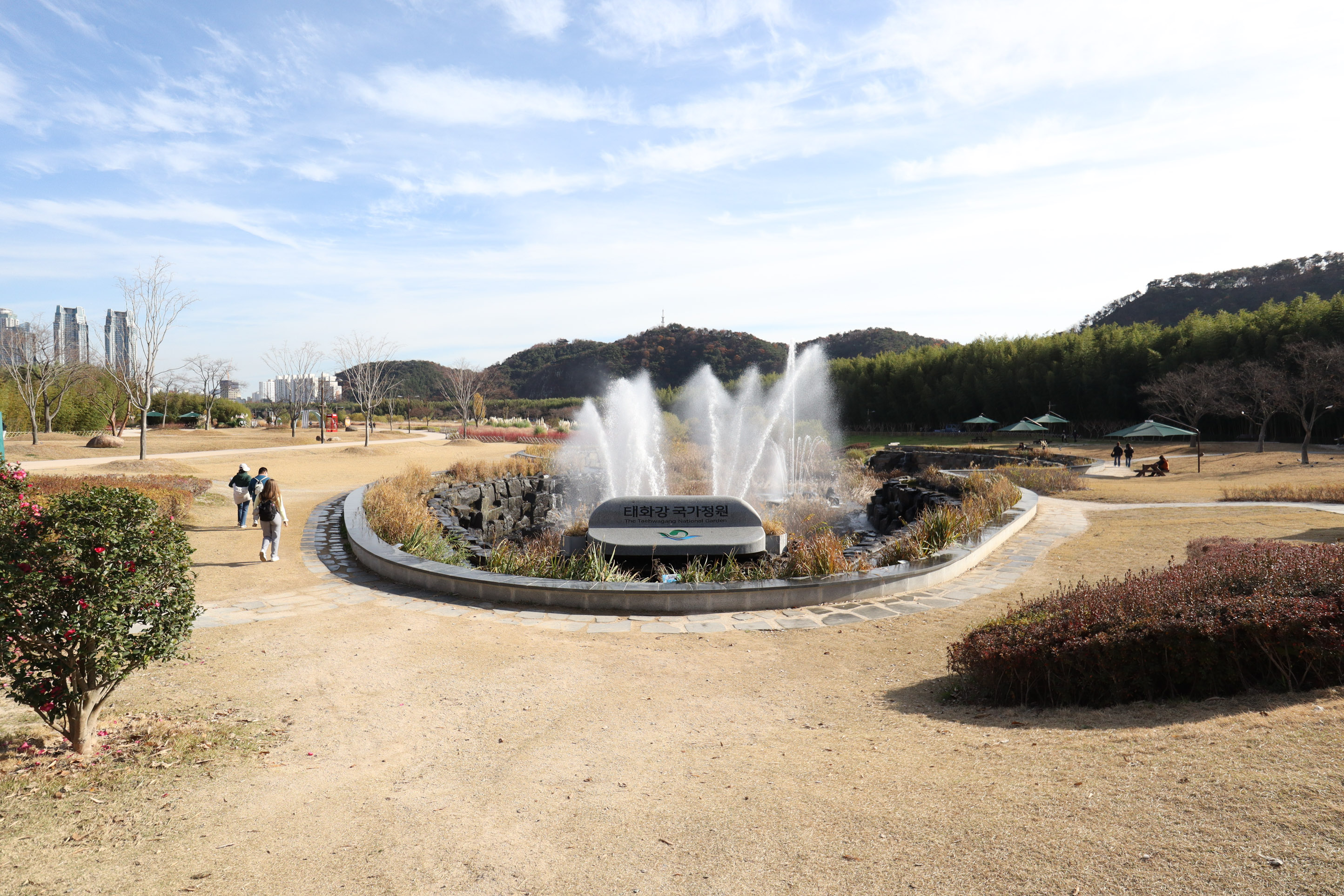
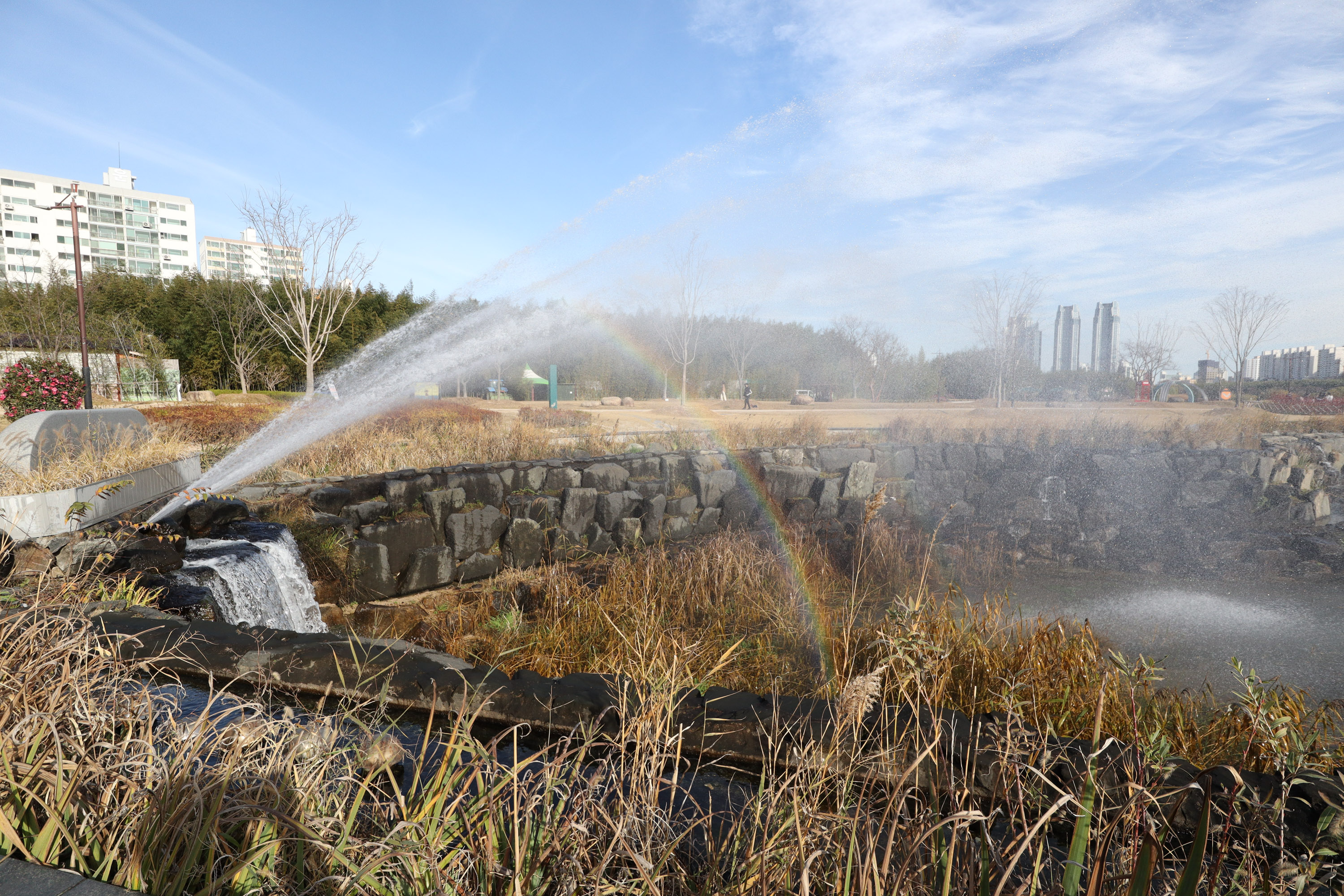
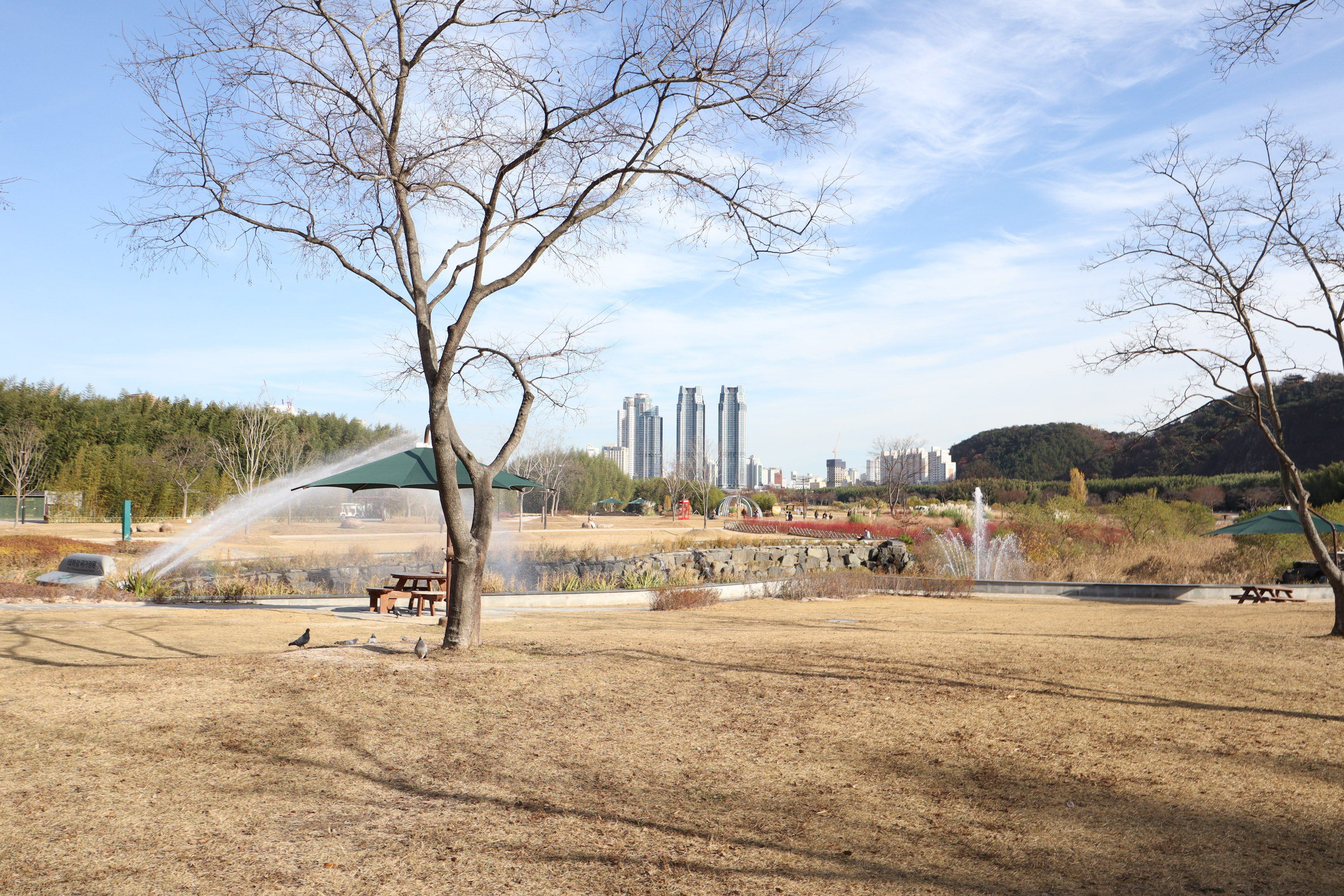
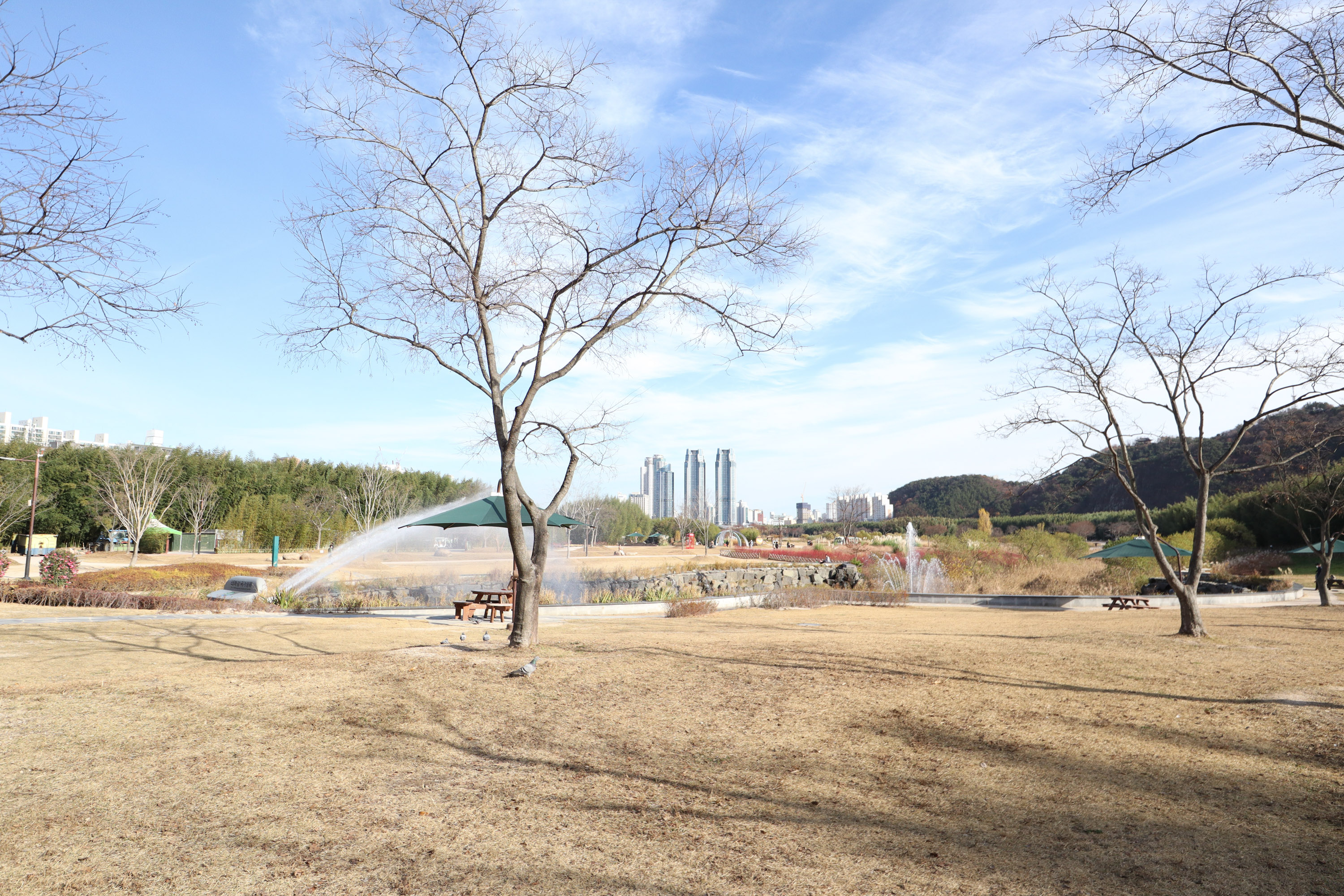
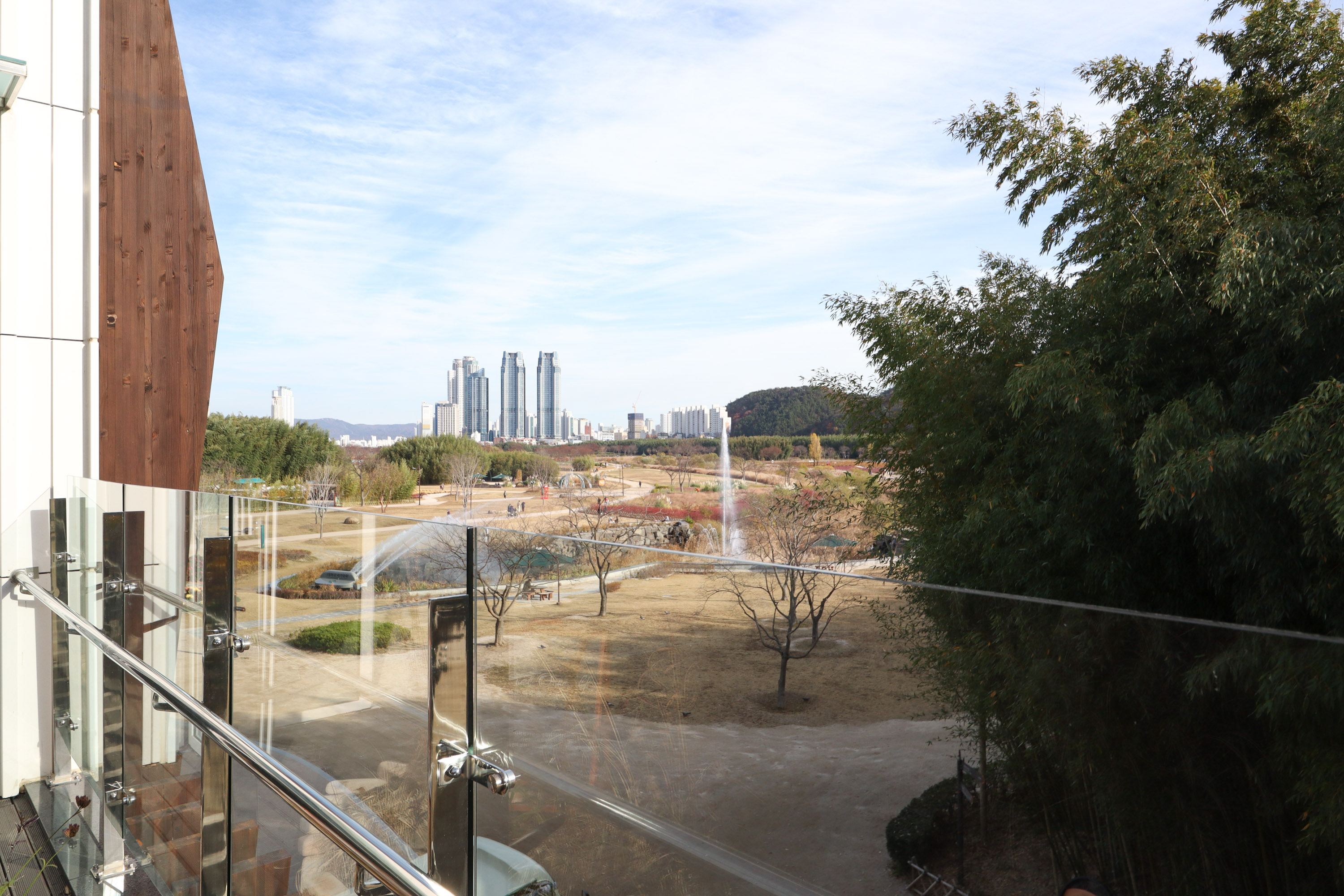
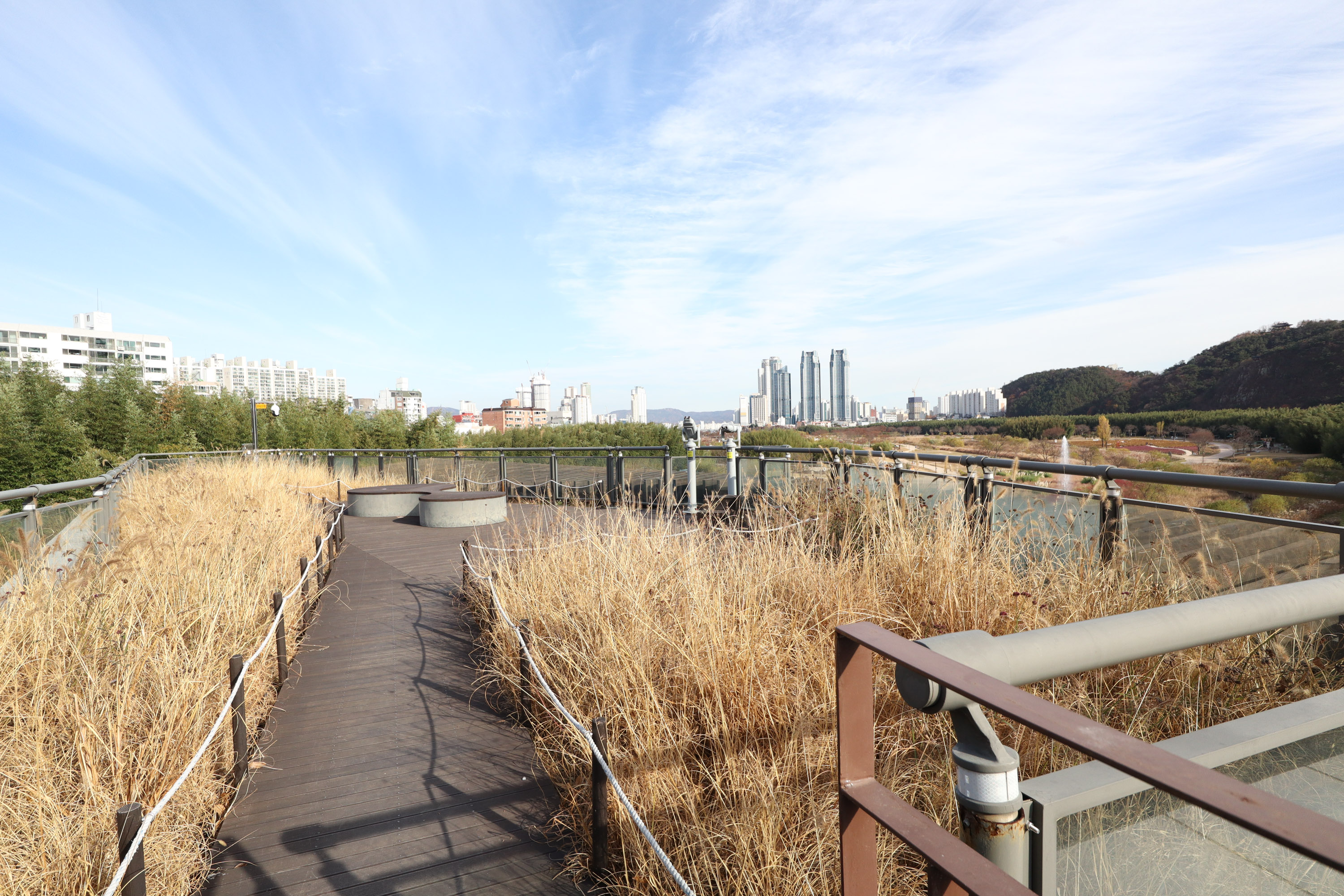
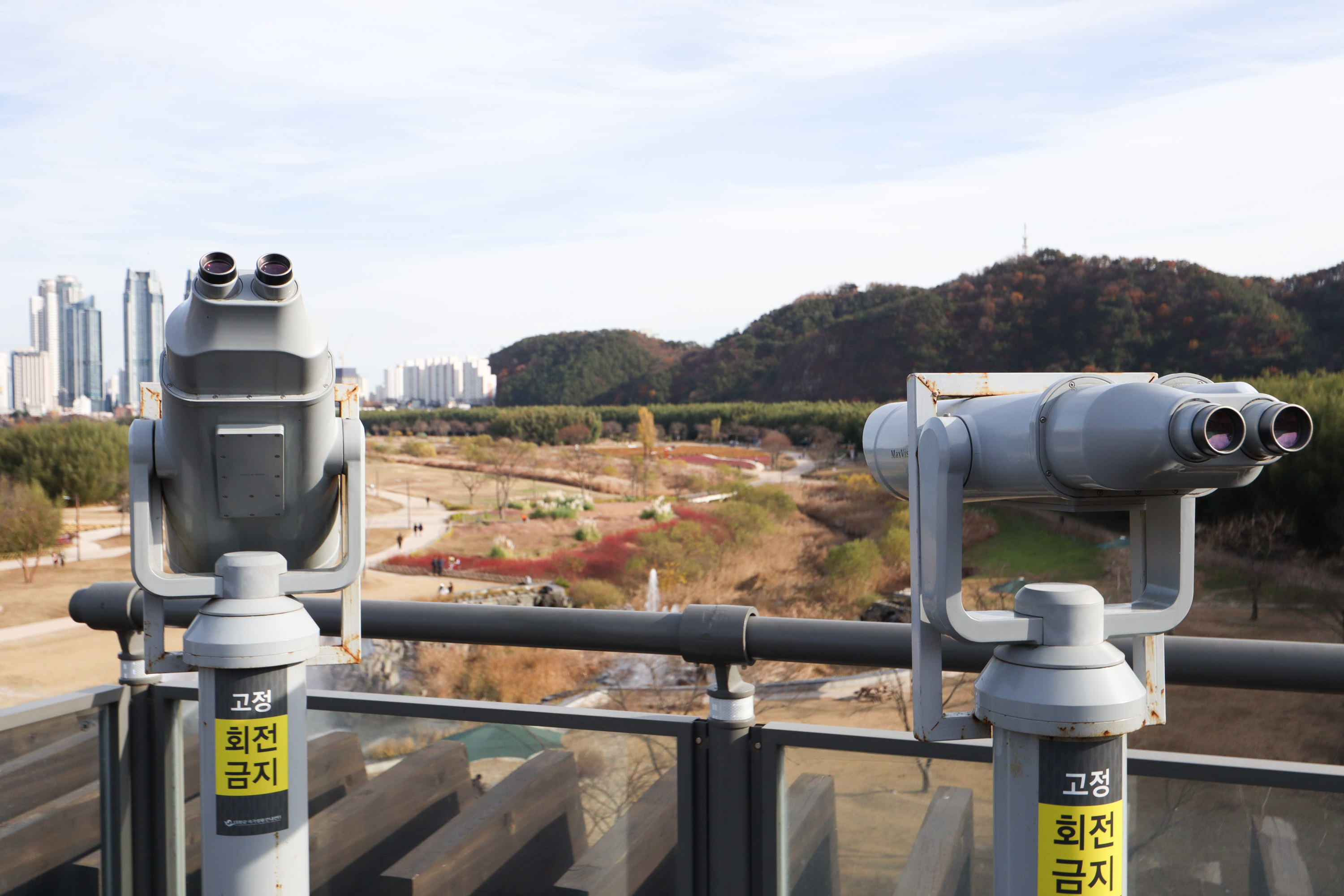
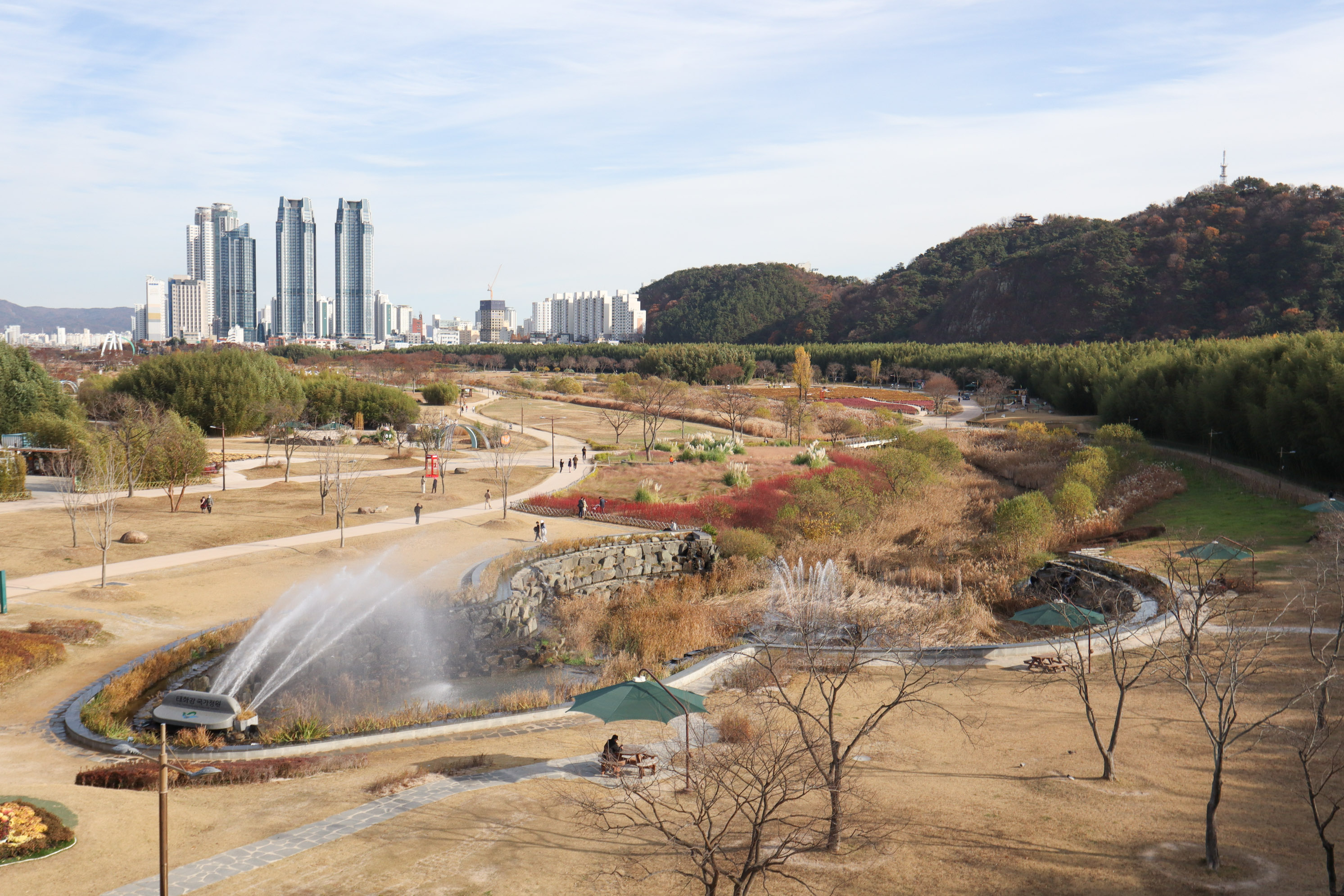
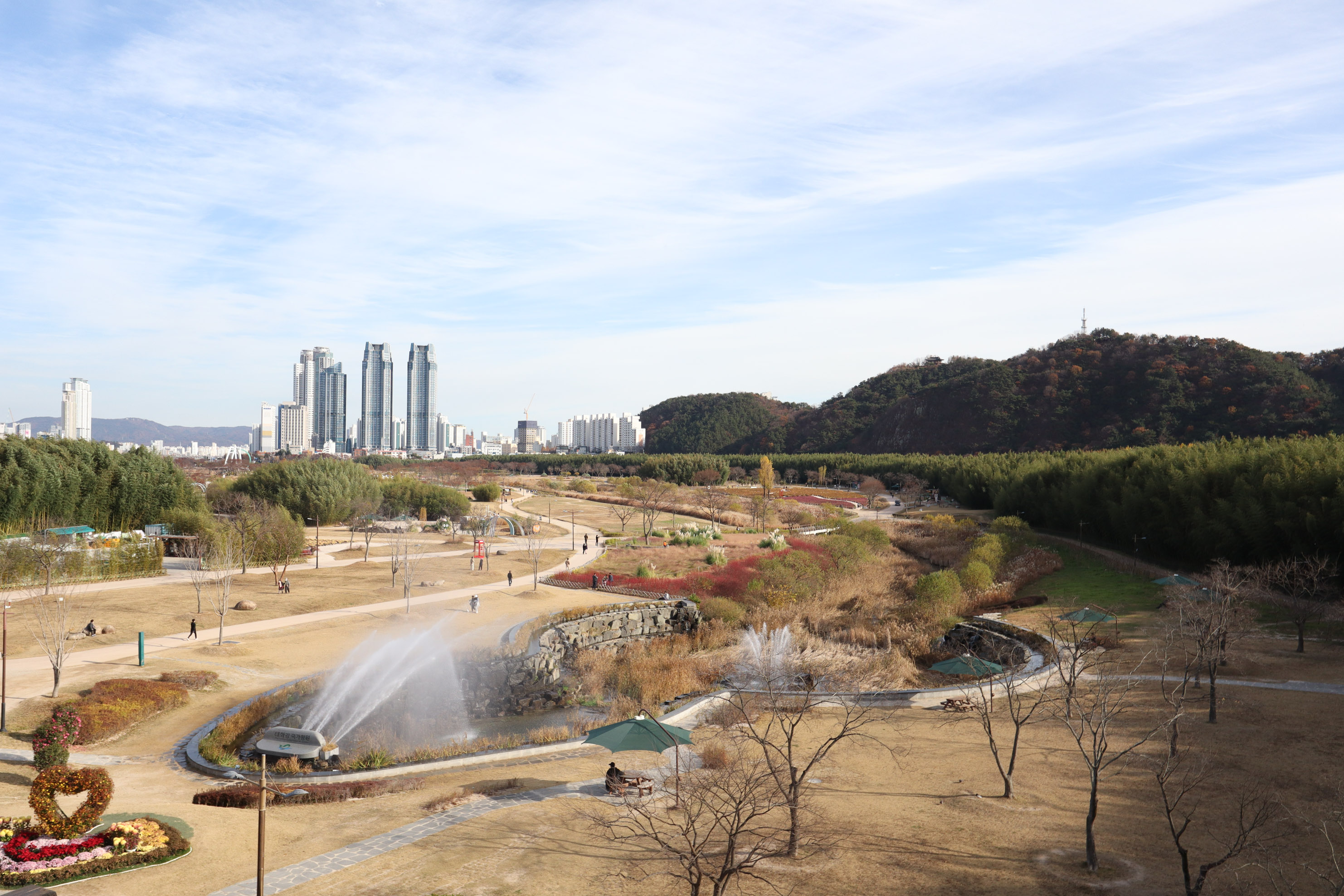
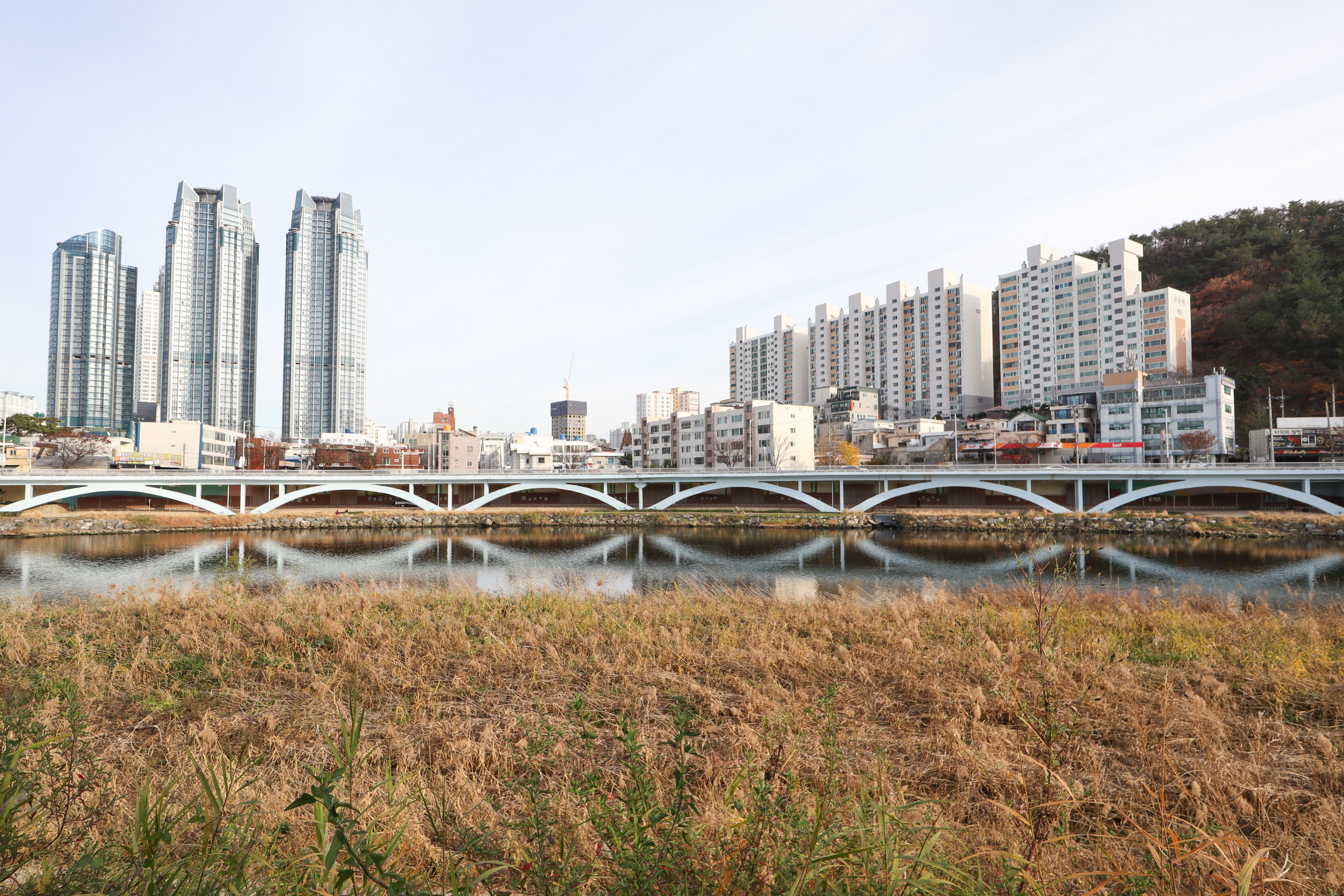
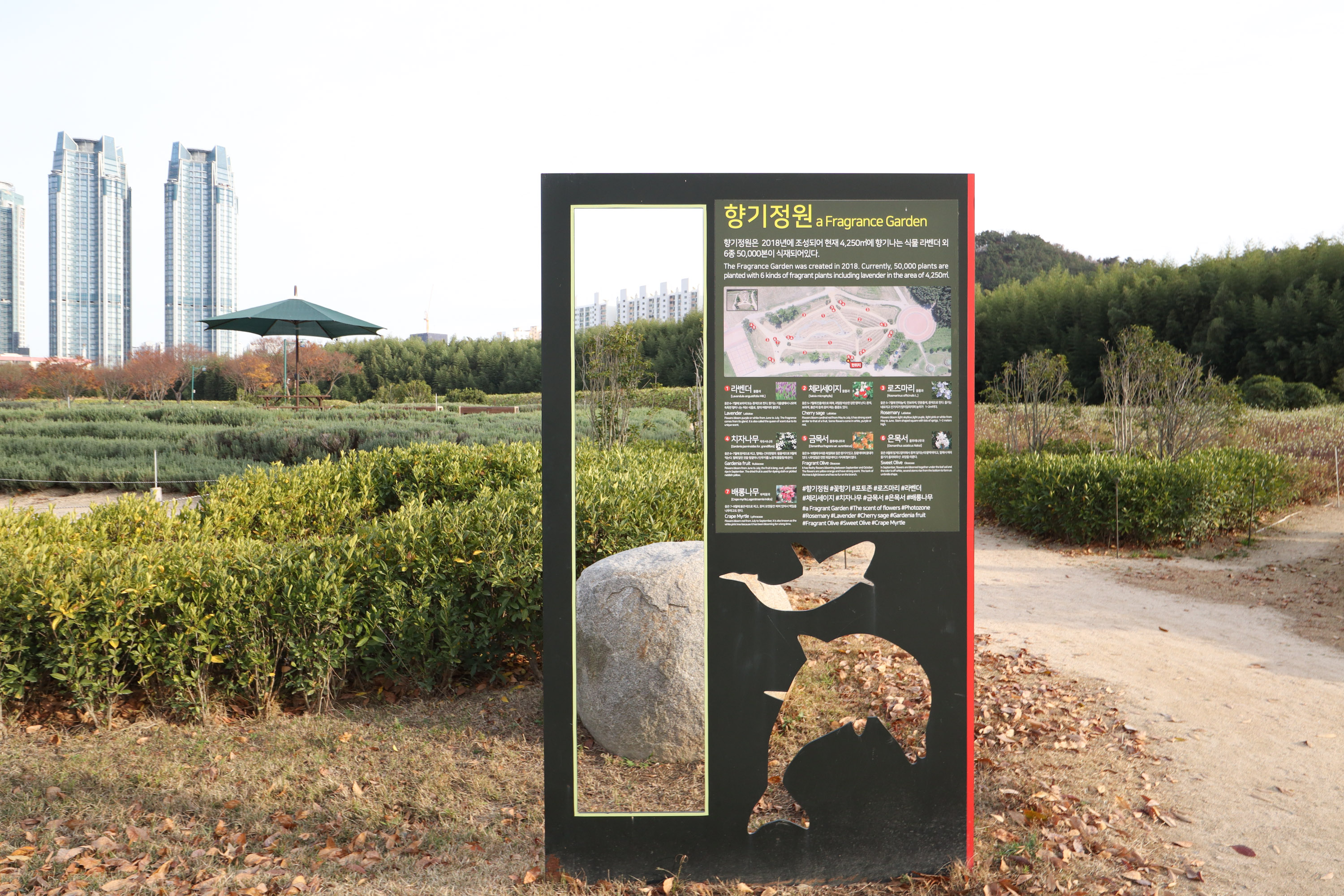

## 같이 보기
- 울산광역시의 마천루 목록